# Mohammed Majd
Mohammed Majd (محمد مجد& Casablanca, 1940 – 24 de gener de 2013) va ser un actor marroquí.

## Biografia
Mohamed Majd va debutar al teatre a finals dels anys 1950, després es va dedicar al cinema on va actuar sobretot al costat d'Anthony Quinn a la pel·lícula The Message de Moustapha Akkad (1976).
Reconegut actor marroquí, va ser cap als 50 anys que es va establir internacionalment, sobretot sota la direcció de Richard Stroud, a la pel·lícula de televisió Deadline. Posteriorment, Philippe de Broca es va interessar per ell i li va oferir una aparició notable a la seva pel·lícula Les 1001 nuits (1990). A partir d'aleshores, fent pel·lícules de televisió de parla francesa, Majd es va convertir alhora en l'actor protagonista de la revifalla del cinema marroquí, liderat pel jove director Nabil Ayouch, amb qui va rodar Ali Zaoua prince de la rue  i la pel·lícula de televisió Une minute de soleil en moins.
Si continua interpretant principalment papers secundaris, també s'imposa, amb el temps, com una de les cares del Magrib: pare de Roschdy Zem a Ten'ja  de Hassan Legzouli (2005) i de Nicolas Cazalé a Le Grand Voyage d'Ismaël Ferroukhi  (2004), va rebre elogis unànimes de la professió.
A França, es fa notar especialment gràcies a pel·lícules com Dies de glòria de Rachid Bouchareb on troba Roschdy Zem o L'Ennemi intime (2007) de Florent Emilio-Siri on brilla al costat de Benoît Magimel i Albert Dupontel. Nomenat cavaller de l'Orde de les Arts i les Lletres a França, Mohamed Maj va destacar al Festival de Canes gràcies a la seva subtil composició com a figura masculina tutelar a la pel·lícula feminista La Source des femmes de Radu Mihaileanu...
Va morir a Casablanca el 24 de gener de 2013 als 73 anys a causa de dificultats respiratòries, s'havia trobat malament des del seu retorn del Festival Internacional de Cinema de Dubai i com a conseqüència va ser hospitalitzat.

## Filmografia selectiva

### Cinema
- 1976 : The Message de Moustapha Akkad : petit rôle
- 1990 : Les Mille et Une Nuits de Philippe de Broca : l'homme aveugle
- 2000 : Ali Zaoua prince de la rue de Nabil Ayouch : el pescador
- 2001 : Le Cheval de vent de Daoud Aoulad Syad : Tahar
- 2002 : Les Chemins de l'Oued de Gaël Morel : l’avi
- 2002 : Le Miroir du fou de Narjiss Merar : l'home
- 2002 : Et après ? de Mohamed Ismail : Rais
- 2003 : Mille mois de Faouzi Bensaïdi : l’avi
- 2004 : Le Grand Voyage d'Ismaël Ferroukhi : el pare
- 2004 : Ten'ja de Hassan Legzouli : el pare
- 2005 : C.R.A.Z.Y. de Jean-Marc Vallée : le bédouin
- 2005 : Zaïna, cavalière de l'Atlas de Bourlem Guerdjou : l'Imam
- 2005 : Syriana de Stephen Gaghan : Said Hossein Hashimi
- 2006 : Dies de glòria de Rachid Bouchareb
- 2006 : Parfum de mer d'Abdelhai Laraki : Mahmoud
- 2007 : L'Ennemi intime de Florent Emilio-Siri : Meziane de Taïda
- 2007 : Waiting for Pasolini de Daoud Aoulad-Syad
- 2010 : Incendies de Denis Villeneuve : Chamseddine
- 2011 : La Source des femmes de Radu Mihaileanu : Hussein
- 2011 : Hanna de Joe Wright : el propietari de l’hotel marroquí
- 2011 : Rabat de Victor D. Ponten i Jim Taihuttu : le vieil homme
- 2012 : L'Enfant cheikh de Hamid Benani
- 2012 : Zéro de Nour Eddine Lakhmari : el pare
- 2012 : Malak d'Abdeslam Kelai : Jefe
- 2012 : Le Veau d'or de Hassan Legzouli : Moulay
- 2013 : Né quelque part de Mohamed Hamidi : Hadj
- 2013 : Exit Marrakech de Caroline Link : el pare de Karima
- 2013 : Prisoners of the Sun de Roger Christian : le grand prêtre
- 2014 : Zaynab, la rose d'Aghmat de Farida Bourquia :
- 2014 : Kanyamakan de Said C. Naciri : le gardien des clés
- 2014 : Atlantic. de Jan-Willem van Ewijk : Hakim

### Televisió
- 2003 : Une minute de soleil en moins (telefilm) de Nabil Ayouch

## Distincions
- Festival dels Tres Continents 2001 : millor actor per Aoud rih
- Festival Internacional de Cinema de Mar del Plata 2005 : millor actor per Le Grand Voyage
- XXVI edició de la Mostra de València (2005) Premi a la millor actuació masculina per Le Grand Voyage[4]